# Württemberger Hof (Gasthof)

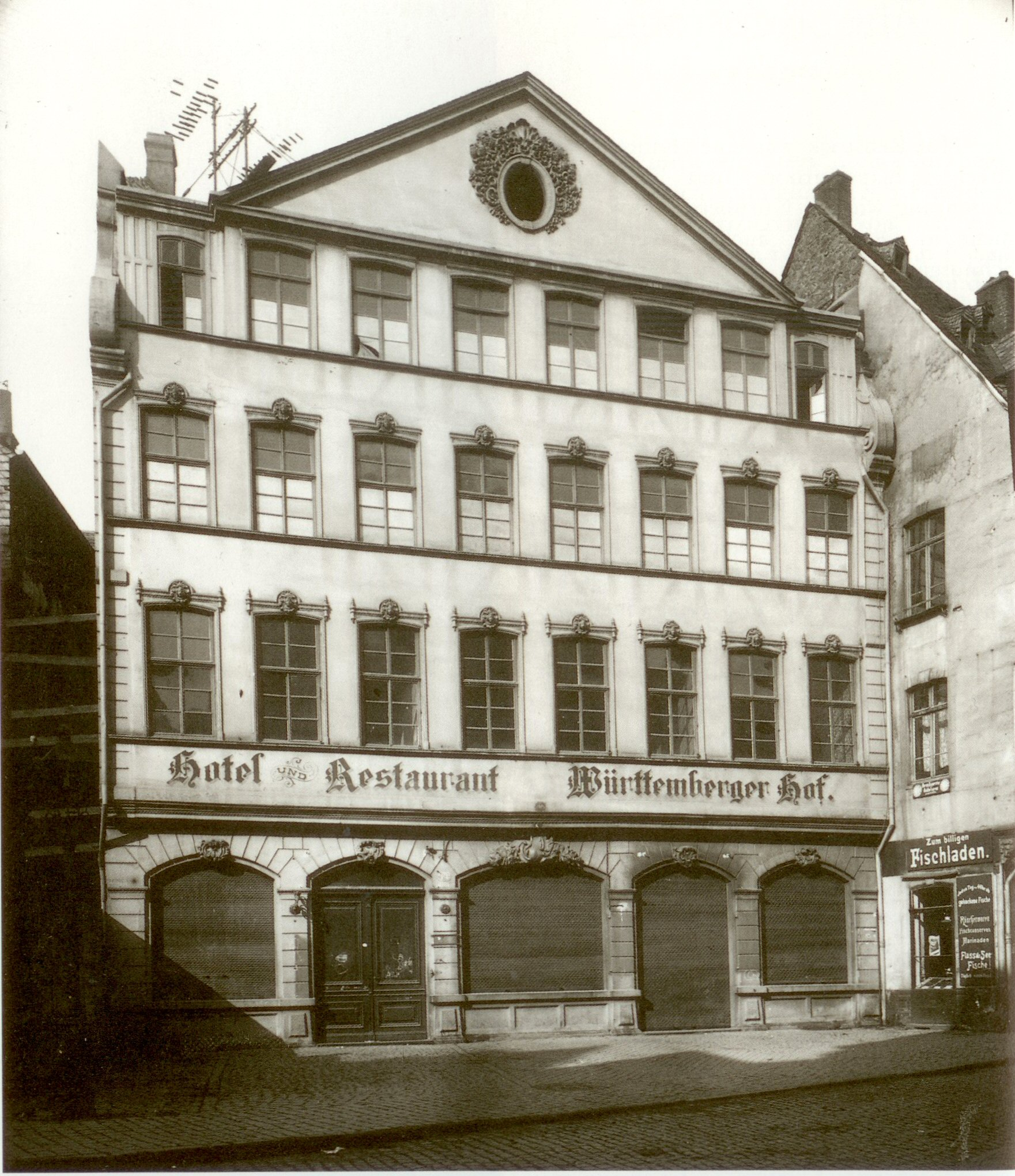
Der Württemberger Hof um 1900

Der Württemberger Hof war ein historisches Gasthaus in der Altstadt von Frankfurt am Main. Er bestand von 1598, zunächst unter dem Namen Zum Goldenen Löwen, bis 1937 in der Fahrgasse. 1848 diente er als Versammlungsort und Namensgeber der gleichnamigen Fraktion in der Frankfurter Nationalversammlung.

## Geschichte
Das Gasthaus Zum Goldenen Löwen wurde 1598 errichtet. Die Fahrgasse war damals eine der Hauptverkehrsadern der Frankfurter Altstadt. Es war ein für die engen Verhältnisse der Altstadt großzügiges Anwesen mit zwei Innenhöfen. Unmittelbar nördlich des Gasthofes lag der Johanniterhof, eine ehemalige Kommende des Johanniterordens. Südlich des Gasthofes befand sich der Hainer Hof.
Von Mai bis Juli 1753 hielt sich der Philosoph Voltaire zwangsweise als Gast im Goldenen Löwen auf. Der preußische König Friedrich II. hatte den Frankfurter Rat angewiesen, den prominenten Gast zu arretieren, mit dem er sich zuvor überworfen hatte. Ein Frankfurter Gläubiger Voltaires, der Buchhändler van Düren, wollte die Gelegenheit nutzen, eine seit 13 Jahren bestehende Schuld einzutreiben, wurde jedoch von Voltaires Sekretär Collini mit einer Ohrfeige abgefunden. Nach fünf Wochen kam Voltaire wieder frei, musste dem Hotelier aber seine Kosten in Höhe von 190 Gulden erstatten, was ungefähr dem halben Jahresgehalt eines Beamten entsprach. Auch hatte man sein Bargeld und einen Teil seines Gepäcks beschlagnahmt.
1839 wurde der Gasthof zum Goldenen Löwen umbenannt in Württemberger Hof. Ab Juni 1848 tagten hier die Abgeordneten der Fraktion des linken Zentrums der Deutschen Nationalversammlung (Frankfurter Paulskirchenparlament). Wie damals üblich, wurde die Parlamentariergruppe nach ihrem Versammlungsort ebenfalls „Württemberger Hof“ genannt. 1937 wurde er im Zuge der Sanierung des mittelalterlichen Stadtviertels um den Hainer Hof abgerissen. Die einzigen heute noch bestehenden Überreste sind der barocke Löwenbrunnen von 1781 und das ehemalige Wirtshausschild, ein Sandsteinrelief aus der Zeit um 1750.
Koordinaten: 50° 6′ 42″ N, 8° 41′ 9″ O